# Abílio Diniz
Abílio Diniz, nome completo Abílio dos Santos Diniz (San Paolo, 28 dicembre 1936 – San Paolo, 18 febbraio 2024), è stato un imprenditore e pilota automobilistico brasiliano, a lungo proprietario e presidente del Grupo Pão de Açúcar e presidente della BRF S.A..
Nel 2022 la rivista Forbes stimò il suo patrimonio in 2,6 miliardi di dollari. Al momento del decesso era tra gli uomini più ricchi del Brasile.

## Biografia
Figlio di Valentim Diniz, fondatore della compagnia Pão de Açúcar, in gioventù partecipò ad alcune competizioni automobilistiche, ottenendo come massimo risultato la vittoria alla Mil Milhas Brasil nel 1970. 
Ereditò ed espanse le attività paterne fino a formare la Companhia Brasileira de Distribuição. Nel 2002 Diniz vendette gran parte delle quote della società alla francese Groupe Casino per 860 milioni di dollari, rimanendo presidente della compagnia.
Nel dicembre 1989 venne sequestrato e fu liberato da un blitz della polizia dopo sei giorni.
Nel 2009 realizzò una delle più complesse e costose acquisizioni della storia della finanza brasiliana prendendo il controllo di Casas Bahia da Samuel Klein e anche Ponto Frio e Extra Hipermercados. Nel 2012 il Groupe Casino prese il controllo del Grupo Pão de Açúcar rilevando le quote di Diniz, che tuttavia rimase presidente fino al 2013. Lo stesso anno egli fu eletto presidente della BRF S.A..
Abílio Diniz morì a San Paolo il 18 febbraio 2024 all'età di 87 anni, per le complicazioni di una polmonite.

## Vita privata
Si sposò due volte ed ebbe sei figli: quattro nati dal primo matrimonio e due dal secondo. La sua passione per le corse venne ripresa dal figlio Pedro Paulo, che grazie al sostegno paterno corse in Formula 1 per sei stagioni (1995-2000), senza ottenere risultati di rilievo.